# یان واندراک
یان وندراک، ریاضیدان کاربردی اهل چک و دانشمند علوم کامپیوتر نظری است. او از سال ۲۰۱۵ استاد ریاضیات در دانشگاه استنفورد بوده است.او از سال ۲۰۰۹ تا ۲۰۱۵ عضو هیئت تحقیقاتی در گروه تئوری در مرکز تحقیقات IBM Almaden بود.
وندراک مدرک لیسانس فیزیک (۱۹۹۵) و مدرک کارشناسی ارشد (۱۹۹۹) و دکترای (۲۰۰۷) علوم کامپیوتر را در دانشگاه چارلز تحت نظر مارتین لوبل دریافت کرد. او در سال ۲۰۰۴ در بوستون با ریاضیدان مریم میرزاخانی آشنا شد.وندراک مدرک دکترای ریاضیات کاربردی را در سال ۲۰۰۵ در موسسه فناوری ماساچوست تحت نظر میشل گوئمانز دریافت کرد.او از سال ۲۰۰۵ تا ۲۰۰۶ محقق پسادکترا در گروه تئوری در تحقیقات مایکروسافت بود.از سال ۲۰۰۶ تا ۲۰۰۹، وندراک به عنوان استاد راهنما در دانشگاه پرینستون مشغول به کار بود.او در سال ۲۰۰۸ در کوهستانی در نیوهمپشایر با میرزاخانی ازدواج کرد.آنها در سال ۲۰۰۹ به کالیفرنیا نقل مکان کردند. دخترشان آناهیتا در سال ۲۰۱۱ به دنیا آمد. میرزاخانی در سال ۲۰۱۷ بر اثر سرطان سینه درگذشت.